# Ballivián
Ballivián bylo velké jezero, které existovalo do konce pleistocénu na území Peru a Bolívie v Jižní Americe. Rozkládalo se na převážné části dnešní náhorní plošiny Altiplano v Andách a jeho rozloha byla kolem 170 000 km2. Jeho hladina ležela o 45 m výše než hladina jezera Titicaca. Po vyschnutí jezera vzniklo na severu jezero Titicaca a na jihu jezero Minchin. To posléze také vyschlo a jeho pozůstatky jsou jezera Poopó, Coipasa a Salar de Uyuni.